# Мужчине живётся трудно. Фильм 33: Задыхающийся в ночном тумане Торадзиро
«Мужчине живётся трудно. Фильм 33: Задыхающийся в ночном тумане Торадзиро» (яп. 男はつらいよ　夜霧にむせぶ寅次郎, отоко-ва цурай ё ёгири-ни мусэбу торадзиро; англ. Marriage Counselor Tora-san  (Tora-san 33) — японская комедия режиссёра Ёдзи Ямады, вышедшая на экраны в 1984 году. 33-й фильм популярного в Японии киносериала о комичных злоключениях незадачливого чудака Торадзиро Курума, или по-простому Тора-сана. По результатам проката фильм посмотрели 1 млн. 379 тыс. японских зрителей.

## Сюжет
В Сибамате, одном из старых райнов японской столицы, в семье странствующего торговца Торадзиро Курумы (или по-простому Тора-сана) готовятся к свадьбе Акэми, дочери Умэтаро Кацуры (хозяин находящейся по соседству типографии, он же босс Хироси, зятя Тора-сана).
Между тем, Тора-сан путешествует по северной части страны в префектуре Иватэ, продавая игрушечные глобусы. Неожиданно он встречается с Нобору (актёр Тайсаку Акино; был персонажем самого первого фильма серии о Тора-сане: «Мужчине живётся трудно», 1969). Годы до этого Нобору был своенравным юношей, привязавшимся к Тора-сану и странствовавшим вместе с ним по дорогам Японии. Но однажды, Тора-сан решил уберечь парня от бродячей жизни и безжалостно, но самоотверженно прервал их близкую дружбу.
Теперь, пятнадцать лет спустя, Нобору угомонился, он женат и имеет небольшой бизнес. После стольких лет, что они не виделись, Тора-сан отказывается с Нобору выпить и предаться воспоминаниям. Несмотря на радостную встречу, Торадзиро опасается, что Нобору вновь подастся в скитания на пару с ним. Последнее, чего Тора-сан теперь желает, состоит в том, чтобы заполнить голову Нобору чувствами ностальгии.
Позже Тора-сан знакомится с парикмахершей Фууко, которая безуспешно пыталась устроиться на работу в местную парикмахерскую. У них двоих много общего, но главным образом общая несчастливая судьба и охота к перемене мест. Они решают вместе поехать на Хоккайдо, к ним хочет присоединиться мрачный отец-одиночка Эйсаку Фукуда, пытающийся урегулировать отношения с женой, которая оставила его некоторое время назад.
В конечном счете, Фууко находит работу парикмахерши в Немуро (Хоккайдо), в то время как Тора-сан за время их пути успел не только привязаться к ней, но и полюбить. Как и годы назад он сумел оттолкнуть от себя Нобору, желая ему лучшей участи, в настоящем он положил конец отношениям с Фууко, убеждая её, чтобы она нашла себе лучшего мужчину и сочеталась браком.
В отчаянии Фууко кидается в объятия первого встречного. Она влюбляется в безрассудного циркового мотоциклиста Тони, и эти двое начинают унизительные отношения, которые достигают кульминации, когда она заболевает во время их поездки в Токио. На свадьбе Акэми Тора-сан и парикмахерша вновь встречаются.

## В ролях
- Киёси Ацуми — Торадзиро Курума (или Тора-сан)
- Тиэко Байсё — Сакура, сестра Торадзиро
- Риэ Накахара — Фууко
- Цунэхико Ватасэ — Тони
- Бисаку Сато — Эйсаку Фукуда
- Гин Маэда — Хироси, муж Сакуры
- Масами Симодзё — Тацудзо Курума, дядя Тора-сана
- Тиэко Мисаки — Цунэ Курума, тётя Тора-сана
- Хидэтака Ёсиока — Мицуо Сува, сын Сакуры и Хироси, племянник Тора-сана
- Хисао Дадзай — Умэтаро, босс Хироси
- Тисю Рю — Годзэн-сама, священник
- Дзюн Михо — Акэми

## Премьеры
- — национальная премьера фильма прошла 4 августа 1984 года в Токио[1][3].
- — американская премьера фильма состоялась 21 декабря 1984 года в Нью-Йорке[3]

## Награды и номинации
Премия журнала «Кинэма Дзюмпо» (1985)
- Номинация на премию за лучший фильм 1984 года, однако по результатам голосования занял лишь 22-е место.